# Agioi Anárgyroi Kapandritíou
Agioi Anárgyroi Kapandritíou (Agioi Anargyroi Kapandritiou) är en ort i Grekland.   Den ligger i prefekturen Nomarchía Anatolikís Attikís och regionen Attika, i den sydöstra delen av landet, 30 km nordost om huvudstaden Aten. Agioi Anárgyroi Kapandritíou ligger 533 meter över havet och antalet invånare är 276.
Terrängen runt Agioi Anárgyroi Kapandritíou är kuperad. Havet är nära Agioi Anárgyroi Kapandritíou norrut.Runt Agioi Anárgyroi Kapandritíou är det ganska glesbefolkat, med 43 invånare per kvadratkilometer. Närmaste större samhälle är Néa Erythraía, 18,6 km söder om Agioi Anárgyroi Kapandritíou. 